# إرماناريك
إن إرماناريك (بالإنجليزية: Ermanaric) ((بالقوطية: Aírmanareiks)‏ و(باللاتينية: Ermanaricus)‏ و(بالإنجليزية القديمة: Eormenric)‏ و(بالإسكندنافية القديمة: Jörmunrekkr)‏؛ توفي عام 376) كان ملكًا قوطيًا من القرم والذي تبين أنه كان قبل الغزو الهوني يسيطر على مساحة هائلة شمال البحر الأسود. ويروي المؤرخ التاريخي أميانوس مارسيليانوس (Ammianus Marcellinus) الذي عاصره أنه "أكثر الرجال حبًا للحرب" و"حكم مناطق واسعة وخصبة إلى حد بعيد". ويصفه المؤرخ الراحل يوردانس (Jordanes) بـالإسكندر الأكبر القوطي الذي حكم جميع أمم سيثيا وجرمانيا على أنها وطنه". وكثيرًا ما يظهر إرماناريك في الأساطير الإسكندنافية والأنجلوسكسونية.

## حياته
يُذكر إرماناريك في اثنين من المصادر الرومانية؛ وهما المؤلفات المعاصرة لـأميانوس مارسيلينوس وفي غيتيكا (Getica) التي كتبها المؤرخ يوردانس الذي عاش في القرن السادس عشر.
ووفقًا لأميانوس، كان إرماناريك «أكثر الملوك حبًا للحرب» والذي انتحر في النهاية، حين واجه عدوان قبائل العلانيين والهوني، اللتين غزتا أراضيه في سبعينيات القرن الرابع. وكل ما يقوله أميانوس عن نطاق سيطرة إرماناريك هو أن أرضه كانت غنية وواسعة. ويقول أميانوس أيضًا أنه بعد موت إرماناريك، تم انتخاب فيثيميريس كملك جديد.

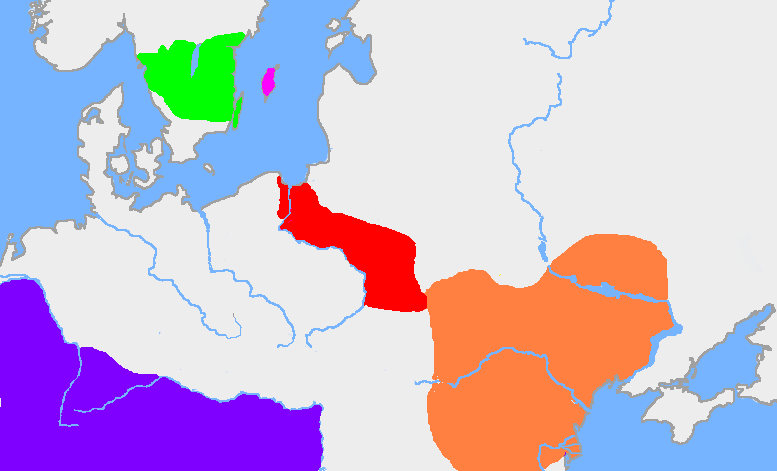
تدل المنطقة البرتقالية على الثقافة الشيرنياكوفية، والمعروفة باسم مملكة إرماناريك، في أوائل القرن الرابع.

ووفقًا لما قاله يوردانس في كتابه غيتيكا أن إرماناريك حكم مملكة أويام. ويذكر يوردانس أيضًا أن الملك نفذ حكم الإعدام في امرأة شابة تدعى سونيلدا باستخدام الخيل، بسبب خيانتها لزوجها. حينها قام أخواها ساروس (Sarus) وأميوس (Ammius) بإصابته بجروحٍ خطيرةٍ مما جعله غير قادر على الدفاع عن مملكته من الغزوات الهونية. وكان لتأويلات هذه الأسطورة أثر عميق في الأدب الجرماني في القرون الوسطى، بما في ذلك إنجلترا وإسكندنافيا (راجع أولاد جوناكر). ويشير يوردانس إلى أن إرماناريك نجح في حكم القوط حتى مات وعمره 110 أعوام.
وأثناء آخر سبعين سنة في حياته، اعتمد إرماناريك بدرجة متزايدة على المعلومات الاستخباراتية الفائقة في الجيش آنذاك والإجراءات الحكومية. وكان اعتماده على فكره يتناقض بصورة صارخة مع معظم حكام المنطقة الذين اعتمدوا بدرجة أكبر على شبابهم وقوتهم. وقد دُفن قدر هائل من انتصارات إرماناريك وإسهاماته لأكثر من ألف عام.

## الحكايات والقصص
تقول العديد من الحكايات الجرمانية أن إرماناريك كان غير حكيم لتلقيه النصح من بيك أو بيكا أو سيفكا الذي كان يرغب في الانتقام لأن إرماناريك اغتصب زوجته. وتقول حكايات ديتريش فون بيرن أيضًا أن إرماناريك هو عم ديتريش الذي استولى على المملكة. ونصحه هذا المستشار بقتل أقرب الناس إليه.

## أسماء إرماناريك
يرجح أن اسم إرماناريك باللغة القوطية كان أيرماناريكس. ولأنه تم الإشارة إليه في الأدب الجرماني حتى القرن الثالث عشر، أخذ اسمه أشكالاً مختلفة:
الأسماء اللاتينية:
- ذكر يوردانس في كتاب غيتيكاانه يُدعى إرماناريكوس أو هيرماناريكوس، ولكنه مذكور في بعض المخطوطات باسم أرماناريكوس وهيرميريكوس وهيرمانيريكوسوغيرها من الأسماء.
- وذكر أميانوس في ريس جيستا، أن اسمه إيرمينريتشوز (ذُكر اسمه مرة واحدة فقط).

الأسماء الجرمانية:
- في الملحمة الشعرية المكتوبة بالإنجليزية القديمة بيولف، ذُكر باسم إيورمينريك،
- وفي اللغة النوردية القديمة ذُكر باسم جورمونريكر،
- وفي اللغة الجرمانية العليا الوسطى ذُكر باسم إرمنريك.

ويدعى أيضًا هيرماناريك وإرمنريتش وإرمنريك والعديد من الأسماء الأخرى.
قد يحدث تضارب بين اسم هيوركر (Heiðrekr) وإرمانريك[بحاجة لمصدر] لأن أصل الكلمة الشعبي ربما يكون متطابقًا مع هيوريكر ألفهامر لـهيرفرار ساجا الذي قيل إنه حكم القوط لفترة طويلة.

## الحواشي
1. ↑  Michael Kulikowski (2007)، Rome's Gothic Wars، ص. 111, 112، ISBN 0251846331
2. ↑  أميانوس مارسيليانوس، Thayer (المحرر)، Res Gestae XXXI 3
3. ↑  The Name of Emmerich Pt. 1 نسخة محفوظة 31 مارس 2005 على موقع واي باك مشين.